# HD 218792
HD 218792，又名BD+16 4882，SAO 108443、HR 8824，是一颗恒星，视星等为5.71，位于銀經91.45，銀緯-39.04，其B1900.0坐标为赤經23h 5m 44.4s，赤緯+17° -39.04′ 9″。